# Večeslavci
Večeslavci so naselje v Občini Rogašovci.
Omemba vasi se prvič pojavi leta 1365 kot Wenchezlaufolua, leta 1499 Wecheslawcz, leta 1836 Vocseszlavecz.

## Prireditve
- Leta 1958 Borovo gostüvanje.